# Cantó de Tuissan

El cantó al departament de l'Aude

El cantó de Tuissan és un cantó francès del departament de l'Aude, a la regió d'Occitània. Està inclòs al districte de Narbona, té 8 municipis i el cap cantonal és Tuissan.

## Municipi
- Cucunhan
- Dulhac jos Peirapertusa
- Maisons
- Montgalhard
- Padèrn
- Pasiòls
- Rofiac de las Corbièras
- Tuissan